# Dystopia
Dystopia was een Amerikaanse sludgemetalband uit Orange County (Californië).

## Bezetting
Laatste bezetting
- Matt 'Mauz' Parrillo (e-gitaar, zang)
- Todd Kiessling (e-basgitaar)
- Dino Sommese (drums, zang)

Voormalige leden
- Dan Kaufman (zang)

## Geschiedenis
Dystopia werd opgericht in 1991 in de bezetting Dan Kaufman (zang), Matt 'Mauz' Parrillo (gitaar), Todd Kiessling (bas) en Dino Sommese (drums) in Orange County (Californië). De eerste demo kwam uit in 1992. Met Dan Kaufman nam de band vervolgens nummers op voor twee split ep's. Pas toen Kaufman in 1993 vertrok en Parrillo de zang overnam, werden deze opnamen uitgebracht bij Misanthropic Records en Life Is Abuse.. De vinyl ep Human = Garbage werd in 1994 uitgebracht met vijf nieuwe nummers en Parrillo op zang. De cd-versie werd een soort van Best-Of, omdat alle eerder uitgebrachte opnames op de cd werden gedrukt. Met de eerste opnamen ging de band op tournee en speelde verschillende shows in de Verenigde Staten. Verdere ep's verschenen, de band ging op twee Europese tournees.
In 1997 verhuisden Matt 'Mauz' Parrillo en Dino Sommese naar Oakland (Californië). In 1999 verscheen The Aftermath, nog een compilatie met oude opnamen. Aan het begin van de jaren 2000 besloot de band hun eigen weg te gaan. Tussen 2004 en 2005 nam Dystopia hun laatste album op, dat pas in 2008 werd uitgebracht.

## Stijl
De teksten tot 1997 zijn erg sarcastisch en gaan meestal over politieke contexten. Er zijn echter ook persoonlijke teksten te vinden, vooral op de eerste albums. De latere albums gaan meer over menselijke relaties. Muzikaal beweegt de groep zich in het sludge-genre, wat betekent dat de muziek erg traag is en aandelen van doommetal bevat. In het begin zijn er ook invloeden van de grindcore- en crust punk, die later plaats maakten voor een meer deathmetal-achtig geluid.

## Discografie

### Albums
- 1994: Human = Garbage (compilatie)
- 1999: The Aftermath (compilatie)
- 2008: Dystopia

### Ep's
- 1994: Human = Garbage
- 1997: Backstabber
- 1997: The Aftermath

### Split-ep's
- 1993: met Grief (7")
- 1993: met Embittered (7")
- 1995: met Suffering Luna (7")
- 1996: Blessed Are the Worms … For They Shall Inherit This Barren Dirt! (cd/lp met Skaven)
- 2001: Twin Threat to Your Sanity (2x7" met Noothgrush, Bongzilla en Corrupted)

### Demo's
- 1992: Live in the Studio